# 広橋経泰
広橋 経泰（ひろはしつねやす）は、南北朝時代の武将。官位は大納言。生没年不詳。平時継の孫。

## 経歴
陸奥将軍府発足に伴い京より下向。以後、北畠氏の下で南朝の武将として活動する。
1335年12月22日、北畠顕家が東国諸将を率いて進軍する際に、霊山城の留守を任される。
1336年3月8日、相馬胤平と共に霊山城を発ち、足利党の相馬光胤と川俣城で戦い勝つ。13日には胤平と共に信夫荘に入り、15日同荘の荒井城を攻め落とす。23日小高城を攻める。
4月になると南進して、三箱・湯本・堀坂口に要害を築いて拠点とする。6日、足利党の石川氏と戦う。
1337年延元2年4月9日、小高楯に陣取る中賀野義長を攻める。6月24日に小高城を再び攻める。
1338年延元3年、石塔義房が佐竹氏に指令し、相馬親胤と共に白河に攻め込むと広橋経泰は高久彦三郎隆俊らを率いて菊田荘大畑山で相馬親胤・岡本隆弘と戦い敗れる。彼の子の経氏・泰尹は伊達行朝の娘を母とし、前者は南朝の公卿となり、後者は脇屋義助の孫の義陸とともに奥州を転戦して応永九年（1402年）に戦死したされる。